# Kultik

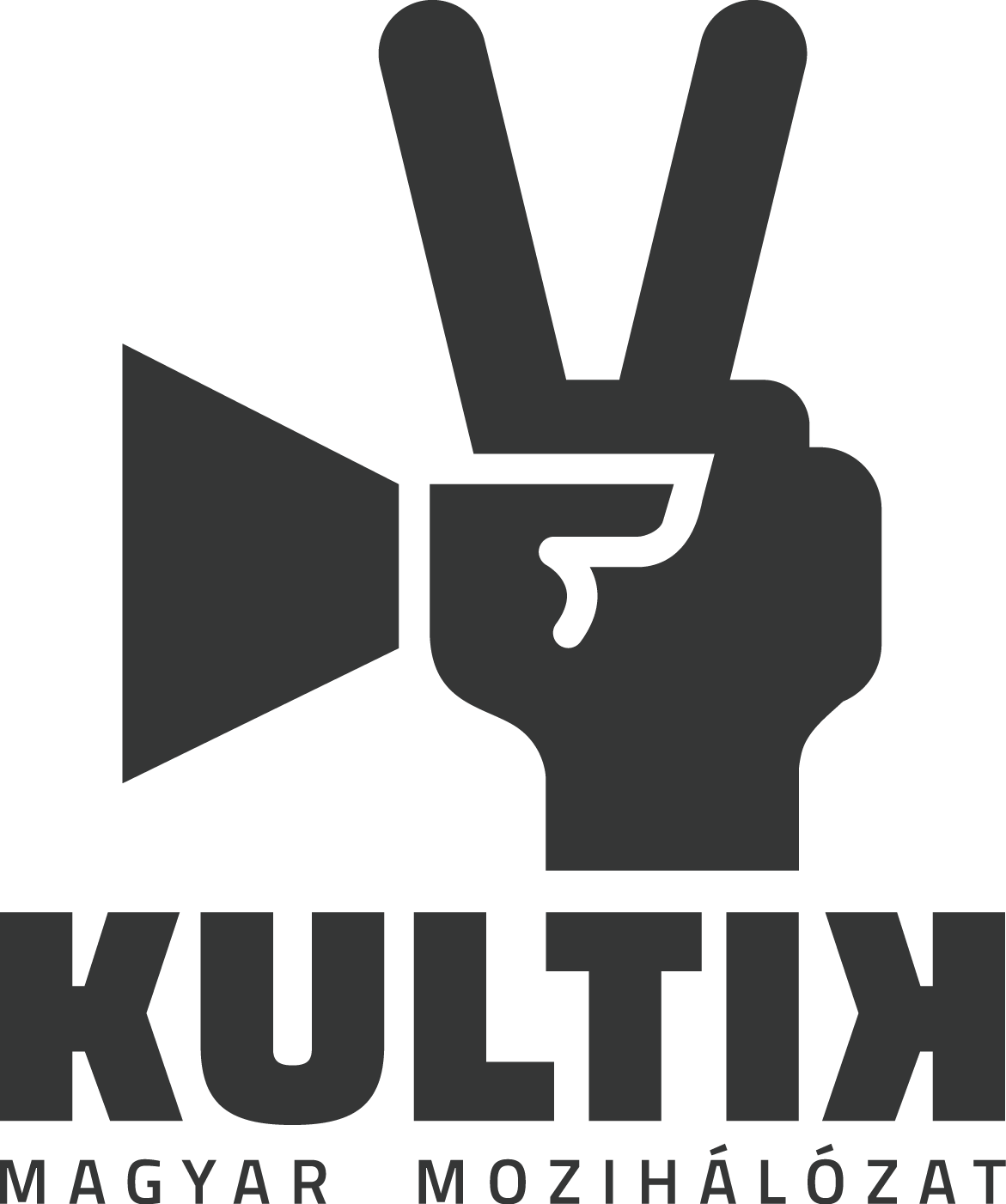
A Kultik – Magyar mozihálózat logója

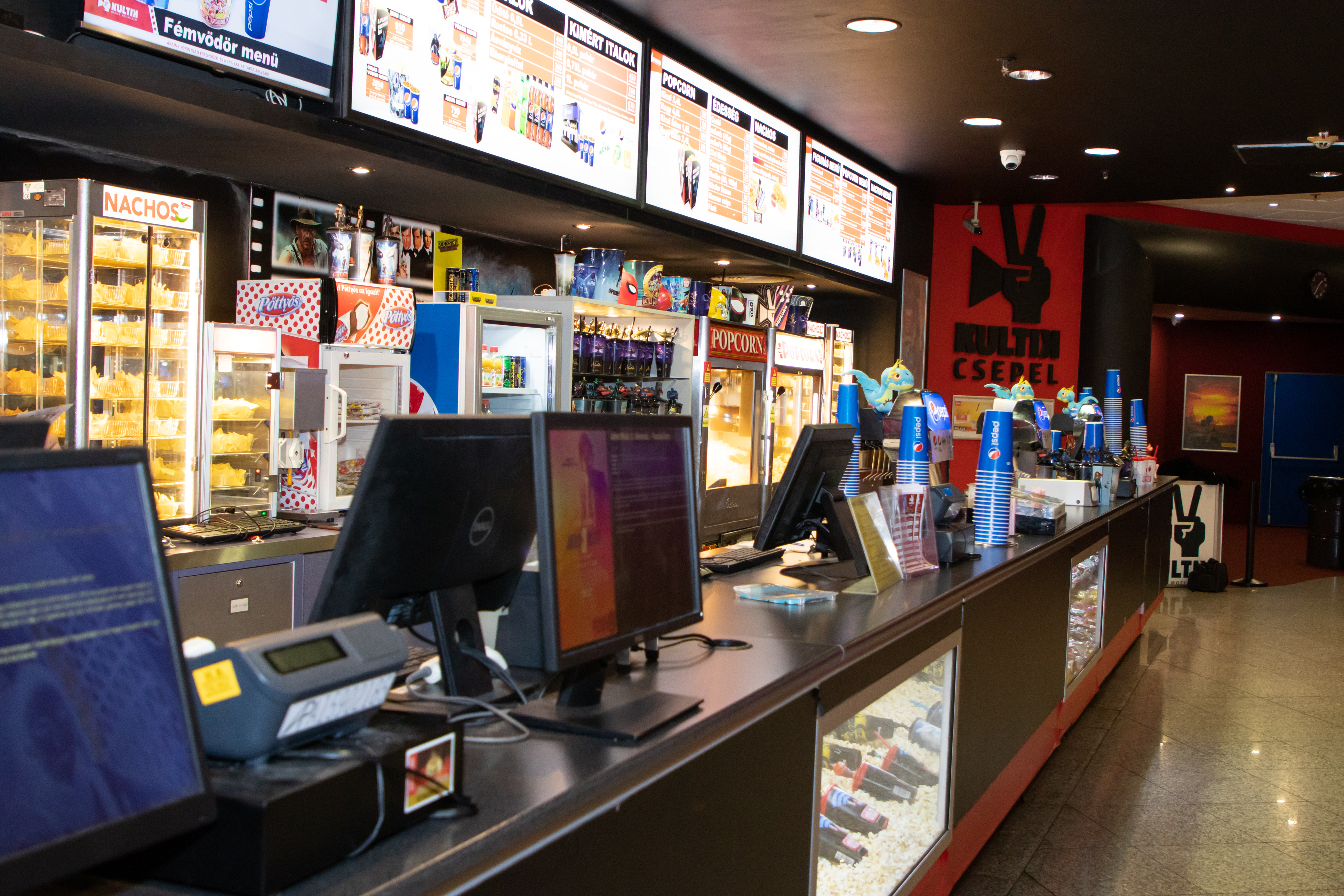
A Kultik Csepel mozi büféje 2019-ben

A Kultik egy magyar tulajdonú mozihálózat, amelyhez a Cinema City után belföldön a legtöbb mozi tartozik. Teljes nevén: Kultik - Magyar mozihálózat.
2016-ban alakult 16 vidéki mozi összefogásával. Céljuk, hogy a hazai mozgóképkultúra megkerülhetetlen szereplői legyenek.
A mozihálózathoz való csatlakozáshoz az alábbi feltételeket kell teljesíteniük a belépni kívánó tagnak:
- premiermoziként működjön
- digitális vetítőtechnikával rendelkezzen
- digitális hangtechnika biztosítsa a hangélményt
- vállalja, hogy kasszasikereken túl vetít magyar és rétegfilmeket
- színesebbé tegye az adott település kulturális életét.

2020-ban már 20 tag alkotta a mozihálózatot. A Kultik hitvallása: legyen a mozizás mindenkinek egyedülálló élmény!
2021-ben a Köki Terminál bevásárlóközpont bejelentette, hogy 9 termes multiplex mozit épít, aminek az üzemeltetője a Kultik mozihálózat lesz.

## Tagjai
Kultik név alatt:
| Mozi neve                  | Termek száma | Weboldal                 |
| -------------------------- | ------------ | ------------------------ |
| Kultik Ajka                | 1 terem      | www.ajkaimozi.hu         |
| Kultik Csepel              | 5 terem      | www.csepelimozi.hu       |
| Kultik Dunaújváros         | 2 terem      | www.kultikdunaujvaros.hu |
| Kultik Kaposvár            | 4 terem      | www.kaposvarimozi.hu     |
| Kultik Köki (építés alatt) | 9 terem      | www.kultikkoki.hu        |
| Kultik Pécs - Uránia Mozi  | 1 terem      | www.pecsimozi.hu         |
| Kultik Salgótarján         | 2 terem      | www.salgoapollo.hu       |
| Kultik Szentes             | 2 terem      | www.szentesimozi.hu      |
| Kultik Sopron - Elit Mozi  | 2 terem      | www.elitmozi.hu          |
| Kultik Vásárhely           | 1 terem      | www.mozaikmozi.hu        |
| Kultik Terasz Corvin Plaza | kertmozi     | www.kultikterasz.hu      |
| Kultik Köki Terasz         | kertmozi     | www.kultikkokiterasz.hu  |

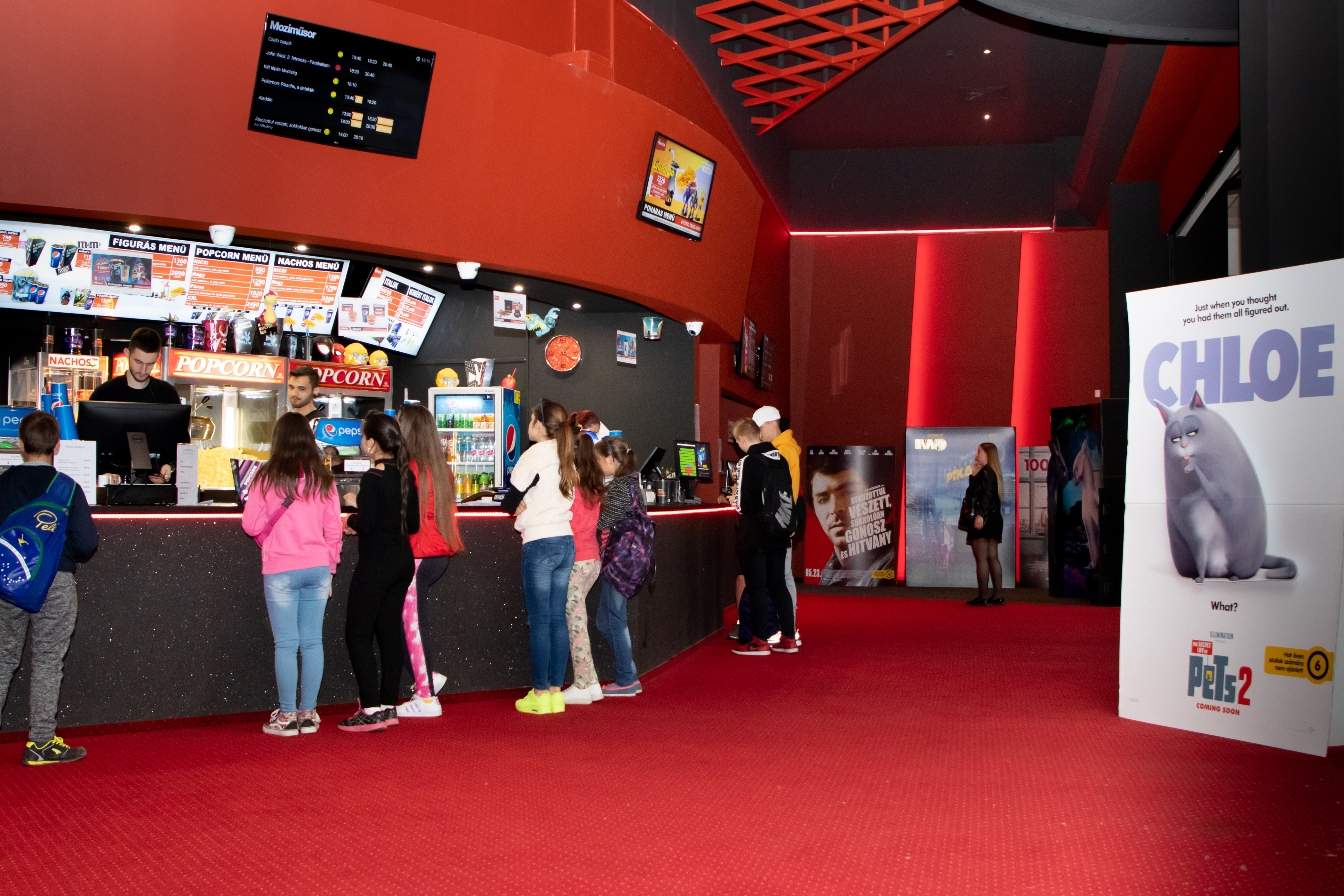
A Kultik Kaposvár mozi előtere

Saját néven (melyek ugyan a hálózat tagjai, de a nevet nem vették fel - partnermozik)
| Mozi neve                    | Termek száma | Weboldal              |
| ---------------------------- | ------------ | --------------------- |
| Balaton mozi                 | 1 terem      | www.balatonmozi.hu    |
| Cinema Nagykanizsa           | 3 terem      | www.kanizsaimozi.hu   |
| Gödöllői mozi                | 1 terem      | www.godolloimozi.hu   |
| Petőfi mozi Kiskunfélegyháza | 1 terem      | www.felegyhazimozi.hu |
| Petőfi mozi Pápa             | 1 terem      | www.papamozi.hu       |
| Szarvasi mozi                | 1 terem      | www.szarvasimozi.hu   |
| Halasi Mozi                  | 1 terem      | halasimozi.hu         |

Kertmozik/szabadtéri mozik (idényjellegű)
| Mozi neve             | Weboldal           |
| --------------------- | ------------------ |
| Balatonakali kertmozi | www.balatonmozi.hu |
| Fövényes kertmozi     | www.balatonmozi.hu |
| Szigeti kertmozi      | www.balatonmozi.hu |

A kertmozik nélkül összesen 29 mozitermet üzemeltetnek.